# 1975 w Wojsku Polskim
Kalendarium Wojska Polskiego 1975 – wydarzenia w Wojsku Polskim w roku 1975.

## Styczeń
7 stycznia
- w Moskwie rozpoczęło się posiedzenie Komitetu Ministrów Obrony Układu Warszawskiego[1]

23–25 stycznia
- w elektrowni Kozienice żołnierze Wojsk Lotniczych przy użyciu śmigłowca Mi-8 dokonali montażu kilkunastu stalowych elementów o wadze 1–2 t[2]

## Marzec
- na poligonie Drawsko Pomorskie odbyło się szkolenie kadry rozpoznawczej[1]

## Kwiecień
7 kwietnia
- w Poznaniu odbyła się V Sprawozdawczo–Wyborcza Konferencja PZPR Wojsk Lotniczych w której brał udział szef Sztabu Generalnego WP, generał broni Florian Siwicki[3]

## Maj
8 maja
- w Warszawie Minister Obrony Narodowej generał armii Wojciech Jaruzelski dokonał odsłonięcia pomnika „Chwała Saperom”

9 maja
- Sejm PRL podjął deklarację w XXX rocznicę zwycięstwa nad faszyzmem, w której między innymi „sławił męstwo i ofiarność żołnierzy Ludowego Wojska Polskiego, którzy u boku Armii Radzieckiej przeszli zwycięski, wyzwoleńczy szlak od Lenino do Berlina”[4]
- weszła w życie uchwała Nr 76 Rady Ministrów z dnia 29 kwietnia 1975 roku w sprawie nadania Wojskowej Akademii Medycznej imienia generała dywizji Bolesława Szareckiego[5]
- przed Grobem Nieznanego Żołnierza w Warszawie odbył się uroczysty Apel Zwycięstwa w trakcie, którego I sekretarz Komitetu Centralnego PZPR Edward Gierek udekorował sztandary związków taktycznych i jednostek wojskowych odznaczeniami państwowymi:

1 Warszawskiej Dywizji Zmechanizowanej im. Tadeusza Kościuszki i 6 Pomorskiej Dywizji Powietrznodesantowej – Orderem Sztandaru Pracy I klasy,
10 Sudeckiej Dywizji Pancernej im. Bohaterów Armii Radzieckiej – Krzyżem Grunwaldu
1 Warszawska Brygada Artylerii Armat im. Józefa Bema – Orderem Sztandaru Pracy II klasy
1 Warszawski Pułk Czołgów Średnich im. Bohaterów Westerplatte – Krzyżem Komandorskim Orderu Odrodzenia Polski
Jednostka Obrony Wybrzeża – Krzyżem Grunwaldu II klasy
10 maja
- Minister Obrony Narodowej udekorował Orderem Sztandaru Pracy I klasy sztandar 12 Dywizja Zmechanizowana im. Armii Ludowej
- Główny Inspektor Obrony Terytorialnej generał broni Tadeusz Tuczapski udekorował Orderem Sztandaru Pracy II klasy sztandar Katowickiej Brygady Obrony Terytorialnej
- Dowódca Wojsk Obrony Powietrznej Kraju generał dywizji Roman Paszkowski udekorował Krzyżem Komandorskim Orderu Odrodzenia Polski sztandar 1 Pułku Lotnictwa Myśliwskiego OPK „Warszawa”
- Dowódca Wojsk Lotniczych generał dywizji Henryk Michałowski udekorował Krzyżem Komandorskim Orderu Odrodzenia Polski sztandar 2 Pułk Lotnictwa Myśliwskiego „Kraków”
- Dowódca Warszawskiego Okręgu Wojskowego generał dywizji Włodzimierz Oliwa udekorował Krzyżem Grunwaldu III klasy sztandary 1 Praskiego Pułku Zmechanizowanego im. kpt. Władysława Wysockiego i 2 Berlińskiego Pułku Zmechanizowanego im. chor. Józefa Paczkowskiego

14 maja
- weszło w życie zarządzenie Ministrów Spraw Wewnętrznych i Obrony Narodowej z dnia 8 maja 1975 roku w sprawie przeprowadzenia poboru w 1975 roku[6]

19 maja
- w Warszawie odbyło się posiedzenie Rady Wojskowej Zjednoczonych Sił Zbrojnych Układu Warszawskiego

## Czerwiec
1 czerwca
- weszła w życie ustawa z dnia 28 maja 1975 roku o dwustopniowym podziale administracyjnym Państwa oraz o zmianie ustawy o radach narodowych[7]; jednocześnie zmieniona została ustawa z dnia 21 listopada 1967 roku o powszechnym obowiązku obrony Polskiej Rzeczypospolitej Ludowej, w której wyrazy „powiatowy sztab wojskowy”, „szef powiatowego sztabu wojskowego”, i „powiatowa komisja poborowa”, użyte w odpowiedniej liczbie i przypadku, zostały zastąpione odpowiednio wyrazami „wojskowa komenda uzupełnień”, „wojskowy komendant uzupełnień” i „terenowa komisja poborowa” → Podział administracyjny Polski (1975–1998)

3 czerwca
- odbyło się posiedzenie Rady Wyższego Szkolnictwa Wojskowego[1][3]

13 czerwca
- w Wyższej Oficerskiej Szkole Lotniczej im. Jana Krasickiego w Dęblinie obradowała Sejmowa Komisja Obrony Narodowej[8]

27 czerwca
- Minister Obrony Narodowej, generał armii Wojciech Jaruzelski i przedstawiciel Zjednoczonych Sił Zbrojnych Państw Stron Układu Warszawskiego, generał armii Afanasij Szczegłow spotkali się z uczestnikami kursu doskonalenia kadry dowódczej jednostek lotniczych[8]

28 czerwca
- weszło w życie zarządzenie Ministra Obrony Narodowej z dnia 31 maja 1975 roku w sprawie terytorialnego zasięgu działania wojewódzkich sztabów wojskowych i wojskowych komend uzupełnień[9]; wydanie zarządzenia pozostawało w bezpośrednim związku z reformą administracyjną kraju; dotychczasowe powiatowe, miejskie i dzielnicowe sztaby wojskowe zostały zastąpione przez wojskowe komendy uzupełnień[1]

## Wrzesień
- odbyły się III Centralne Zawody Rozpoznania Powietrznego[1]
- w pierwszej dekadzie odbyły się III Centralne Taktyczno–Bojowe Zawody Rozpoznania Powietrznego Sił Zbrojnych PRL[2]

14 września
- w Dęblinie obchodzono 50-lecie powstania Oficerskiej Szkoły Lotniczej[2]

## Październik
1 października

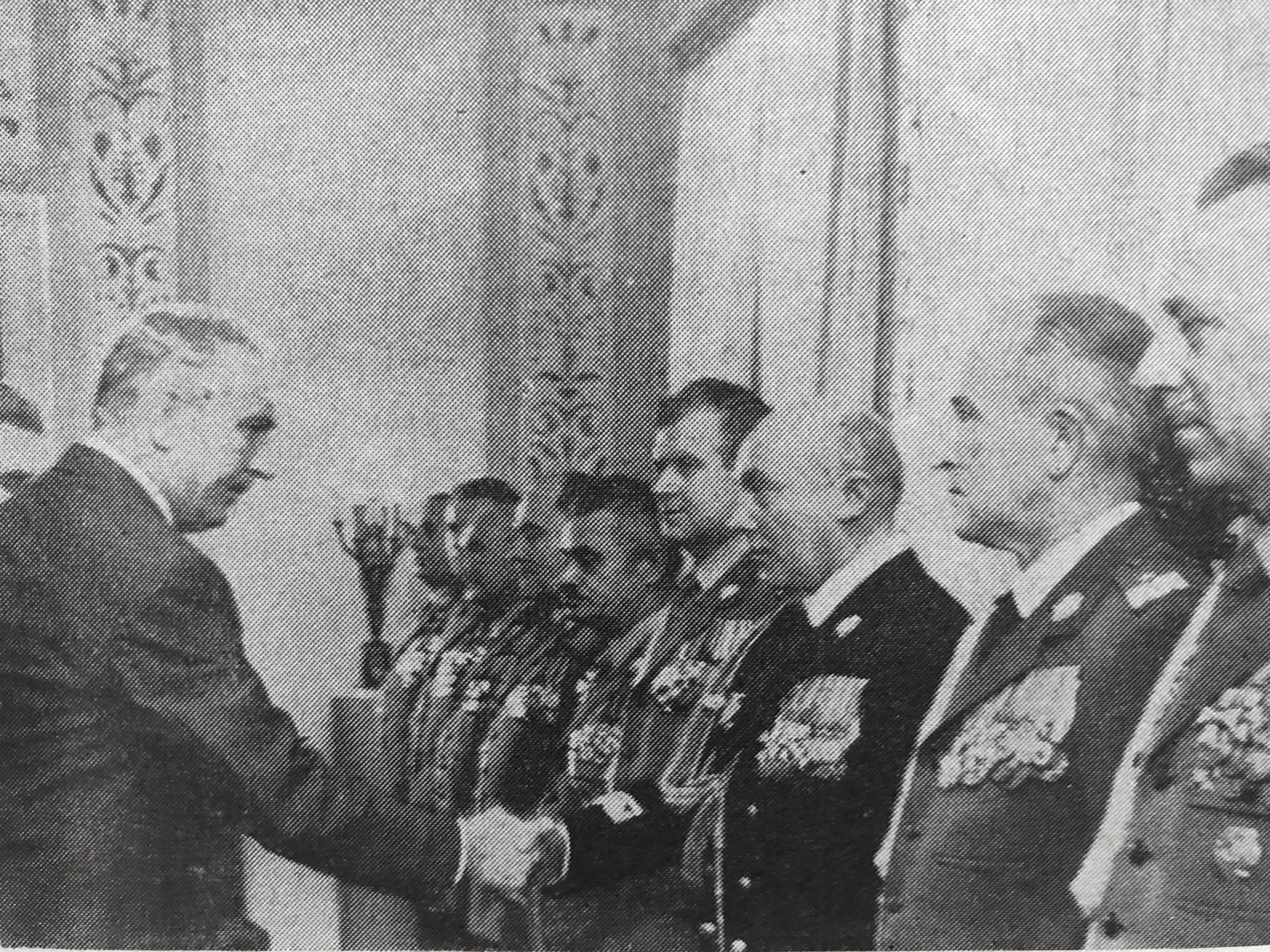
I sekretarz KC PZPR Edward Gierek składa Ludwikowi Dutkowskiemu gratulacje z okazji awansu na stopień kontradmirała, Warszawa, październik 1975

- minister obrony narodowej wyróżnił 14 żołnierzy i jedną osobę cywilną wpisem do „Honorowej Księgi Czynów Żołnierskich”

27 października
- odbyło się posiedzenie Rady Wojskowej Zjednoczonych Sił Zbrojnych Układu Warszawskiego[1]

28 października
- Główny Inspektor Techniki WP wydał zarządzenie Nr 34 w sprawie organizacji „Dnia Techniki” i „Miesiąca Techniki”; cele i zasady organizacji „Dnia Techniki” i „Miesiąca Techniki” zostały określone w instrukcji sygn. Sł. Tech. 2/75; jednocześnie utraciło moc zarządzenie Głównego Inspektora Planowania i Techniki Nr 48/MON z dnia 31 grudnia 1970 w sprawie zatwierdzenia do użytku „Ramowej instrukcji o zasadach przeprowadzania „Dnia Techniki” w oddziałach i pododdziałach” wraz z tą instrukcją (Pf 218/K/71)[10]

## Listopad
14 listopada
- we Wrocławiu na rozszerzonym posiedzeniu Rady Wojskowej Śląskiego Okręgu Wojskowego, w obecności ministra obrony narodowej, generał dywizji Józef Kamiński przekazał obowiązki dowódcy okręgu generałowi dywizji Henrykowi Rapacewiczowi

18 listopada
- w Pradze rozpoczęło się posiedzenie Komitetu Ministrów Obrony Układu Warszawskiego[1]